# Hydrobius convexus
Limnohydrobius convexus
Hydrobius convexa synonyme de Copelatus convexus
Espèce
Hydrobius convexus est une espèce actuelle d'insectes coléoptères de la famille des Hydrophilidae.
Selon GBIF et The Taxonomicon en 2023, cette espèce est reclassée en Limnohydrobius convexus.

## Classification
L'espèce Hydrobius convexus est décrite par l'entomologiste français Gaspard Auguste Brullé en 1835,.

### Ajout d'un fossile en 1937
En 1937 Nicolas Théobald ajoute un fossile de Kleinkembs de la collection Mieg conservé au muséum de Bâle,.

### Fossiles
Selon Paleobiology Database en 2023, une seule collection de fossile est référencée, du Rupélien de l'Oligocène de France à Kleinkembs ,.

### Étymologie
L'épithète spécifique latine convexus signifie « convexe ».

### Reclassement alternatif
L'espèce est valide pour Paleobiology Database en 2023, mais GBIF et The Taxonomicon ont reclassé cette espèce dans Limnohydrobius convexus (Brullé, 1835) avec l'avantage de faire apparaître six synonymes :
- Copelatus convexus (Foerster, 1891) Foerster, 1891
- Escheria convexa (Förster, 1891)
- Hydrobius convexus Brullé, 1835
- Hydrobius grandis Motschulsky, 1859
- Hydrophilus convexus Dejean, 1821
- Limnoxenus grandis Motschulsky, 1860

## Description

### Caractères
La diagnose de Nicolas Théobald en 1937, : 

« Espèce décrite par Förster des marnes en plaquettes de Brunnstatt. L'auteur l'attribue au g. Escheria Heer. Ce g. fossile a été établi par O. Heer pour désigner des Hydrophilidae d'Oeningen à position systématique douteuse.
En réalité les formes citées par Förster se distingeuent déjà de Escheria ovalis Heer en ce sens qu'elles ont une taille double, ce qui n'entraine pas, il est vrai, la nullité de la détermination. Mais la conformation de l'abdomen n'est pas la même. Dans l'ornementation des élytres aussi, il y a une différence : dans Escheria ovalis, Heer cite huit stries, dans Hydrobius convexus, dix sont visibles, surtout dans la partie inférieure. C'est là un caractère du genre Hydrobius dans lequel il convient, à notre avis, de ranger cette espèce. La forme du corselet a la même conformation dans Hydrobius et dans l'insecte de Brunnstatt.
Un échantillon et sa contre empreinte de Kleinkembs (R91+74) de la collection Mieg du Muséum de Bâle. ».

### Publication originale
- [1835] Gaspard Auguste Brullé, Coléoptères, II. Histoire Naturelle des Insectes, Traitant de Leur Organisation et de Leurs Mœurs en Général, par M. V. Audouin, et Comprenant Leur Classification et la Description des Espèces, par M. A. Brullé, 1835, 1-436 p.